# Charia
Pour l’article homonyme, voir Charia (ville).
La charia (en arabe : الشَّرِيعَة, šarīʿa,  /ʃaˈriːʕa/), également appelée loi islamique, représente dans l'islam diverses normes et règles doctrinales, sociales, cultuelles et relationnelles édictées par la révélation, mais discernées et interprétées par la science du droit islamique, le fiqh. Le terme de charia utilisé en arabe dans le contexte religieux signifie « chemin pour respecter la loi divine ». Certains juristes considèrent la charia comme l'émanation de la volonté divine, tandis que d'autres la considèrent plutôt comme un don divin servant avant tout les intérêts de l'humanité. La pratique de la charia et la place qui lui est accordée dans les ordres normatifs politiques varient considérablement historiquement et géographiquement, y compris au sein des États avec l'islam comme religion d'État.
Certains aspects de la charia sont considérés comme incompatibles avec la conception classique des droits de l'homme, notamment en ce qui concerne la liberté d'expression, la liberté de religion, la liberté sexuelle et la liberté des femmes.

## Définition

### Étymologie
En arabe, la première racine possible du mot « charia » serait šaraʿa, qui signifie « ouvrir, devenir clair »[réf. nécessaire], ou ferait en tout cas référence à un chemin droit et clair.
La seconde racine possible du mot « charia » serait šarʿ qui signifie « la voie qui mène à l'eau » ou, dans un contexte pastoral et de nomadisme, « le chemin qui conduit à l'abreuvoir », ou encore un endroit irrigué où les êtres humains et les animaux viennent boire (à condition que la source d'eau soit un ruisseau ou une rivière en mouvement).
Dans un contexte religieux, la racine du mot peut être interprétée par extension comme « la voie qui mène à la source de la vie » ou le « chemin vers une vie meilleure », ou encore comme « le chemin qu'il faut suivre ».

### Signification
Le sens du mot charia reste difficile à circonscrire en langue étrangère du fait « de la diversité des usages et de la pluralité des significations que confèrent les acteurs à ce terme », et renvoie à un cheminement plutôt qu'à un « code figé »,. Dans son sens le plus large, la charia se compose :
- de l'ilm ut-tawhid ou asl ad Dîn, considéré comme le premier pilier de la foi musulmane Al-Îmâne (arabe : إيمان)[7] ;
- du tasawwuf pour les soufis, en tant que représentation de l'ihsan (littéralement, la bienfaisance), en tant que système éthique et mystique ;
- du fiqh, l'interprétation temporelle des règles de la charia. Il est quelquefois traduit par jurisprudence islamique, par référence aux avis juridiques pris par les juristes de l'islam[8].

La charia n'a jamais été codifiée dans un livre de lois, mais elle se comprend plus comme une opinion partagée par les musulmans, fondée sur de nombreuses sources. La charia n’a probablement pas été écrite sous l’autorité d’un corps particulier mais émane des écoles doctrinales majoritaires, dont l'université al-Azhar pour les sunnites[réf. souhaitée].
Trois significations distinctes et interdépendantes sont parfois retenues pour le mot charia[réf. à confirmer] :
- une loi sacrée que Dieu a révélée aux hommes par l'intermédiaire de son dernier prophète ;
- pour certains musulmans, un idéal collectif qui viendrait démentir une réalité décevante ;
- un projet de société alternatif, dans une acception plus contemporaine[11].

Pour le penseur musulman Charles-André Gilis, en islam traditionnel, « la sharî'ya est tout entière haqq (en) et haqîqa, lettre et esprit »[pas clair].
Selon Hocine Benkheira, la sharî'a se définit comme le contenu prescriptif qu'on peut dégager en mobilisant les disciplines intellectuelles du fiqh.

### Conservation du terme arabe
Des spécialistes soulignent le fait que le mot « charia » est repris en français sans être traduit, comme d'autres mots arabes, par exemple « halal », « fatwa », « jihad », particulièrement quand ils font référence au domaine islamique. Pour Julien Loiseau, cette non-traduction est une manière de suggérer que la réalité désignée est « sans équivalent », inassimilable. De même pour Lena Salamyeh, spécialiste en jurisprudences islamique et juive, l'absence de traduction de « charia » produit un effet d'exotisme, obscurcit la réalité dont on parle, voire alimente des attitudes xénophobes. La reprise du mot arabe s'expliquerait, selon cette chercheuse, soit par une connaissance insuffisante des études islamiques, soit par des « habitudes problématiques » des spécialistes francophones de cette discipline. Baudouin Dupret, chargé de recherches au CNRS, admet que la non-traduction peut témoigner d'un souci de fidélité à l'usage arabe, mais il considère que dans un contexte occidental de controverses récurrentes au sujet de l'islam, il est préférable de traduire ce terme polysémique, pour éviter une représentation essentialiste de cette religion. De plus, traduire oblige l'énonciateur à préciser le sens qu'il donne à « charia », car les significations du mot sont variables.

### Traductions proposées
Selon Lena Salaymeh, le mot « charia » n'est pas une vraie transcription de شريعة (sharīʿah), car le terme francisé aurait pris à travers son histoire coloniale un sens séculier différent du concept islamique qu'il est censé refléter : selon Salaymeh, l'usage correct pour parler de شريعة dans les langues des ex-empires coloniaux est soit d'employer la graphie et la prononciation arabes, soit de dire « droit islamique ». Pour Baudouin Dupret et Léon Buskens, bien que la notion de « charia » ou d'un droit musulman monolithique soit en grande partie un produit de la colonisation occidentale, cette notion se serait aujourd'hui naturalisée.

## Origines

### Dans le Coran

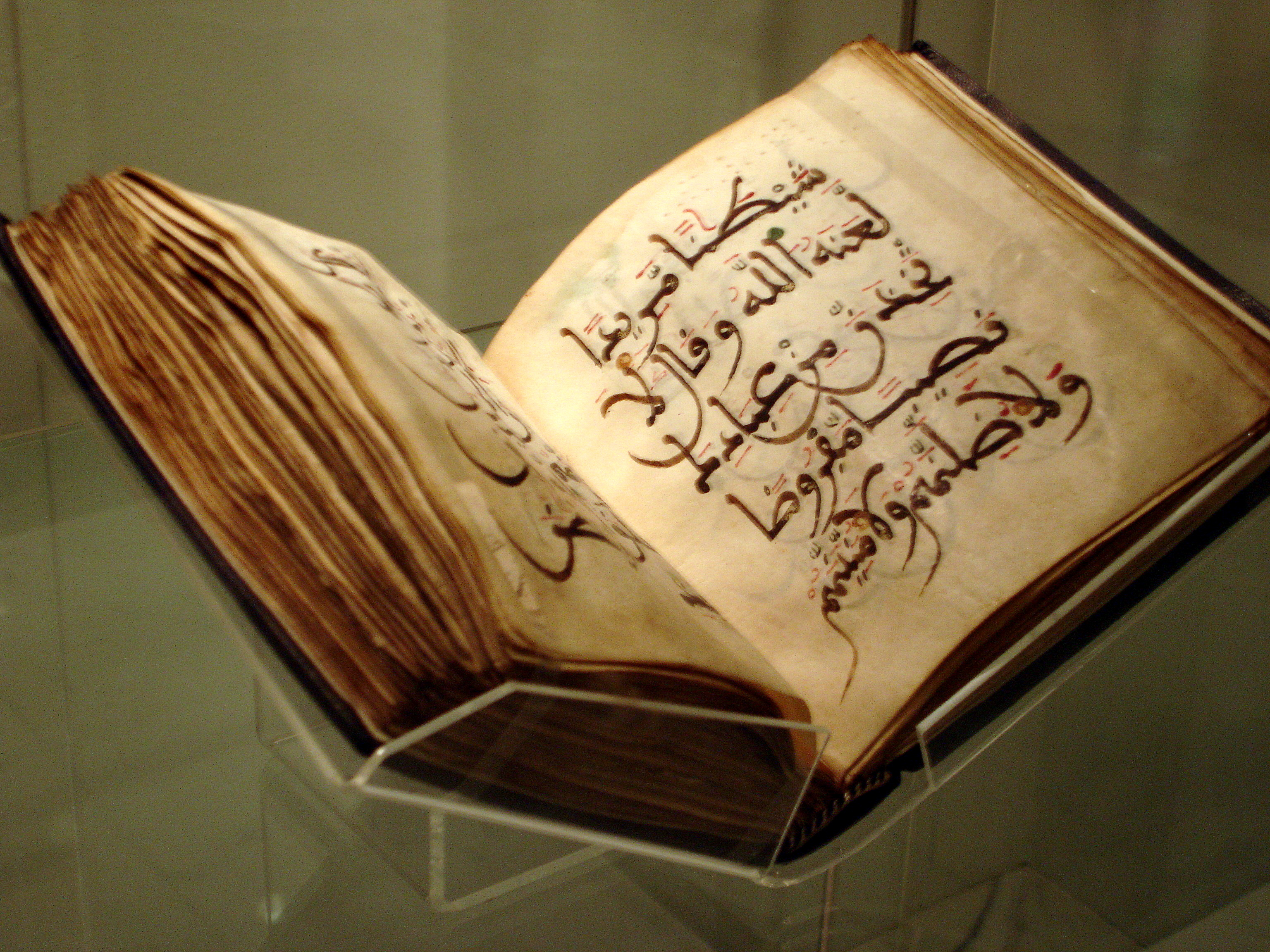
Coran manuscrit d'Afrique du Nord, XIe s.

Le mot charia (ou ses dérivés : charʿ et chirʿah) est cité dans le Coran comme étant la voie à suivre par les musulmans :
« وَأَنِ ٱحْكُم بَيْنَهُم بِمَآ أَنزَلَ ٱللَّهُ وَلَا تَتَّبِعْ أَهْوَآءَهُمْ وَٱحْذَرْهُمْ أَن يَفْتِنُوكَ عَنۢ بَعْضِ مَآ أَنزَلَ ٱللَّهُ إِلَيْكَ فَإِن تَوَلَّوْا۟ فَٱعْلَمْ أَنَّمَا يُرِيدُ ٱللَّهُ أَن يُصِيبَهُم بِبَعْضِ ذُنُوبِهِمْ وَإِنَّ كَثِيرًا مِّنَ ٱلنَّاسِ لَفَٰسِقُونَ »
— Sourate 5, verset 49.
        
« Juge alors parmi eux d'après ce qu'Allah (Dieu) a fait descendre. Ne suis pas leurs passions, et prends garde qu'ils ne tentent de t'éloigner d'une partie de ce qu'Allah (Dieu) t'a révélé. Et puis, s'ils refusent (le jugement révélé) sache qu'Allah (Dieu) veut les affliger [ici-bas] pour une partie de leurs péchés. Beaucoup de gens, certes, sont des pervers. »
« شَرَعَ لَكُم مِّنَ الدِّينِ مَا وَصَّى بِهِ نُوحًا وَالَّذِي أَوْحَيْنَا إِلَيْكَ وَمَا وَصَّيْنَا بِهِ إِبْرَاهِيمَ وَمُوسَى وَعِيسَى أَنْ أَقِيمُوا الدِّينَ وَلَا تَتَفَرَّقُوا فِيهِ كَبُرَ عَلَى الْمُشْرِكِينَ مَا تَدْعُوهُمْ إِلَيْهِ اللَّهُ يَجْتَبِي إِلَيْهِ مَن يَشَاء وَيَهْدِي إِلَيْهِ مَن يُنِيبُ »
— Sourate 42, verset 13.
        
« Il vous a légiféré en matière de religion, ce qu'Il avait enjoint à Noé, ce que Nous t'avons révélé, ainsi que ce que Nous avons enjoint à Abraham, à Moïse et à Jésus : « établissez la religion ; et n'en faites pas un sujet de division ». Ce à quoi tu appelles les associateurs leur paraît énorme. Allah élit et rapproche de Lui qui Il veut et guide vers Lui celui qui se repent. »
« ثُمَّ جَعَلْنَٰكَ عَلَىٰ شَرِيعَةٍ مِّنَ ٱلْأَمْرِ فَٱتَّبِعْهَا وَلَا تَتَّبِعْ أَهْوَآءَ ٱلَّذِينَ لَا يَعْلَمُونَ »
— Sourate 45, verset 18.
        
« Puis Nous t'avons mis sur la voie de l'Ordre [une religion claire et parfaite]. Suis-la donc et ne suis pas les passions de ceux qui ne savent pas. »
Tahar Mahdi, docteur en droit musulman comparé, affirme que « dans tout le Coran, qui compte 6 236 versets et 77 439 mots, le mot charia n'est mentionné qu'une seule fois dans un seul verset (l'Agenouillée 45/18) ».
Selon la tradition islamique, la charia a été révélée sur une période de 23 ans, correspondant à la durée de la prophétie. Considérée comme étant l'ensemble des normes, la charia est une voie immuable. À l'intérieur de cette voie se trouve le fiqh, qui est une matière en constante évolution car il est « l'intelligence - entendement, explication et interprétation de la Sharî'a » et par ce fait peut varier en fonction des faqih.

### Racines historiques
Dans le monde arabo-musulman, selon Sadik Kirazli, les pratiques de sulh dans la charia trouvent leurs racines dans la pratique islamique du qisas. La condition d'équivalence sociale signifiait l'exécution d'un membre de la tribu de l'assassin qui équivalait à l'assassiné, en ce que la personne assassinée était homme ou femme, esclave ou libre, élite ou commun. Par exemple, un seul esclave pouvait être tué pour un esclave, et une femme pour une femme. Dans ces cas, un paiement compensatoire (diyya) pourrait être versé à la famille de la personne assassinée. À cette compréhension pré-islamique s'est ajouté un débat sur la question de savoir si un musulman peut être exécuté pour un non-musulman pendant la période islamique. Le verset principal pour la mise en œuvre dans l'Islam est Al Baqara:178 : « Croyants ! Des représailles vous sont ordonnées concernant les personnes qui ont été tuées. Libre contre libre, captif contre captif, femme contre femme. Quiconque est pardonné par le frère du tué moyennant un prix, qu'il respecte la coutume et paie bien le prix ».[réf. nécessaire]
La charia naît d'un processus long de mise en place prenant place sous le gouvernement des omeyyades et des abbassides. Jusqu'au milieu du VIIIe siècle, le terme charia n'a pas encore son sens actuel et n'est employé que très rarement pour désigner certaines injonctions contenues dans le Coran. Selon Pierre Lory, directeur à l'EPHE : « Le terme précis de charia n’apparaît d’ailleurs qu’une seule fois dans le texte coranique : « Nous t’avons mis sur une voie (sharî‘a) selon un ordre ; suis-la, et ne suis pas les passions désordonnées de ceux qui ne savent pas » (XLV, 18) ». Pour l'auteur, ce n'est que sous le califat que « se fit jour [la volonté] d’ajuster le droit de l’empire sur des règles voulues par Dieu et son Prophète », particulièrement à partir des hadîths. Les peines appliquées en islam prennent racine dans les lois et usages en cours à l'époque de Mahomet.

### Sources légales

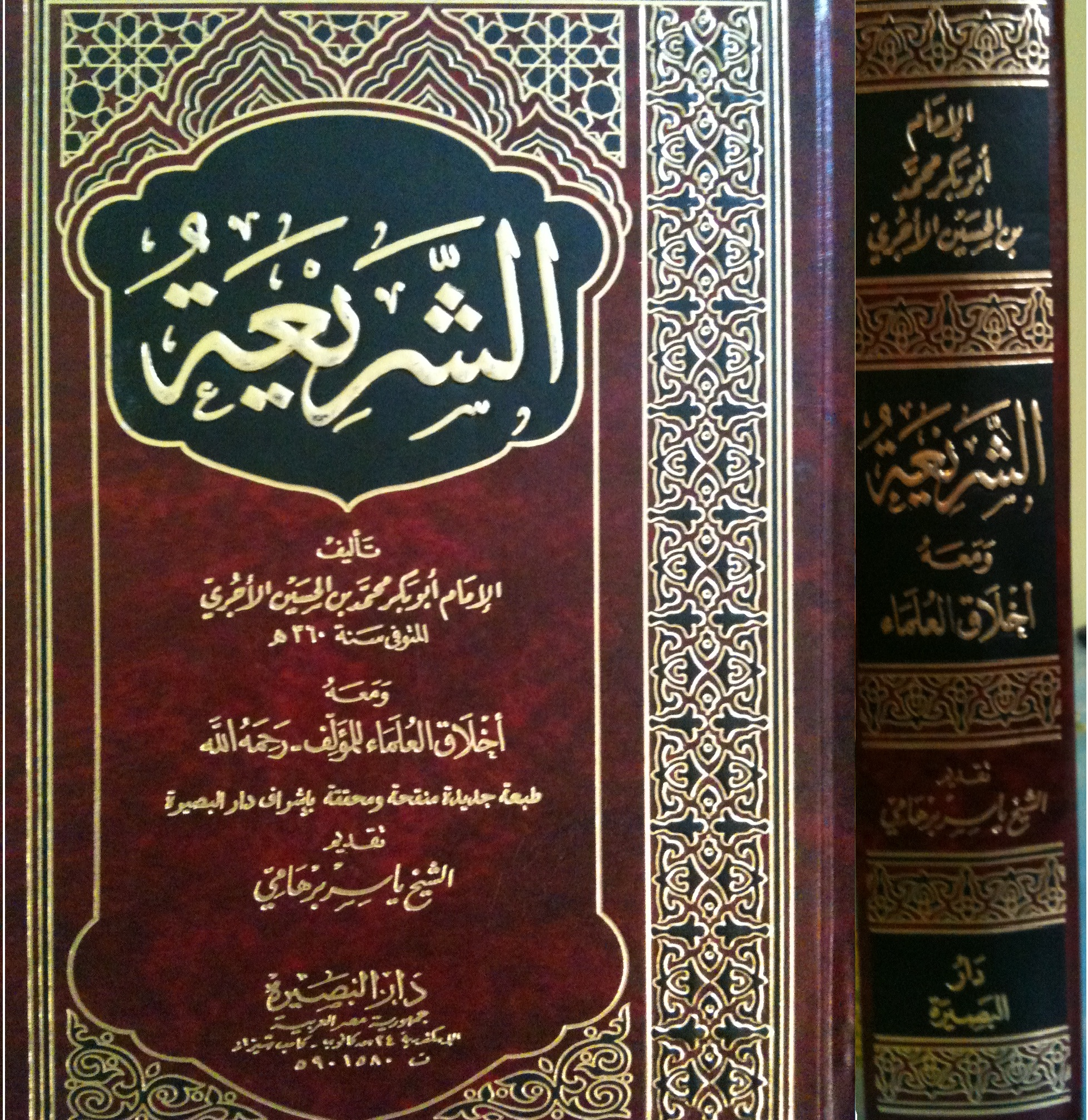
Kittab al-sharia, Livre de la charia selon l'imam Abu Bakr al-Ajurri, Xe siècle.

Seyyed Hossein Nasr, dans son ouvrage The Ideals and Realities of Islam, décrit la façon dont la charia a été codifiée. Selon lui, le Coran contient potentiellement toute la loi divine, mais pas de manière explicite, ni factuelle. Un processus graduel a donc permis de codifier cette loi dans une forme exotérique qui soit applicable à tous les domaines de la vie d'un musulman. À l'opposé, selon Ali Abderrazik et les réformistes musulmans du début du XXe siècle, « le corpus de règles juridiques contenu dans le Coran et les hadith est définitivement insuffisant pour former un droit.
Pour les sunnites, les principes de la loi divine contenus dans le Coran ont été expliqués dans les hadîths de la sunna, qui forment ensemble la deuxième source primaire de la loi. Ces sources (Usul al-Fiqh) ont par la suite été acceptées et comprises par consensus (ijmâ') dans la société islamique de l'époque. Enfin, le raisonnement par analogie (qiyâs) a permis de compléter cette loi lorsque cela était nécessaire.
Le Coran et les hadiths sont les deux sources les plus importantes, acceptées par l'ensemble de la communauté musulmane (oumma). L'ijma et le qiyas ne sont pas reconnues par les chiites, et les différentes écoles (madhhab) divergent quant à l'utilisation du qiyas[réf. nécessaire].
À ces sources s'ajoutent plusieurs autres secondaires, comme l'opinion personnelle (le ray), l'ijtihad (effort de réflexion personnelle basée sur les principes généraux de l'islam) ou la coutume (ma`rouf ou `âdah). C'est ainsi que des coutumes préislamiques ont été intégrées dans la loi musulmane[réf. nécessaire].

## Histoire

### Définition progressive
L'ijtihad (effort de clarification intérieure) permet aux savants de contextualiser et d'adapter les normes en accord avec les sources révélées. Selon le juriste Yadh Ben Achour, il est inexact de penser que la charia est inerte et immuable. Ce dernier explique qu'elle évolue en fonction des changements de conjonctures diplomatiques et sociologiques, et n'est pas à envisager comme un système contraint à la stagnation, citant de nombreux exemples d'adaptations de la charia.
Jusqu'au milieu du VIIIe siècle, la connaissance religieuse a été produite uniquement en se basant sur l'ensemble de l'apprentissage et du raisonnement. À cette époque, le résultat de ces activités humaines n'était pas appelé charia mais « connaissance de la religion ». Le terme charia n'était employé que très rarement pour désigner certaines injonctions contenues dans le Coran. L'ʿilm peut être rapproché de la tradition et le fiqh de la raison. À cette époque de l'histoire de l'islam, la raison et la tradition étaient considérées par les musulmans comme complémentaires et Rahman pense qu'il y a peu de doutes sur le fait que la charia et la raison n'étaient pas distinctes. À la fin de cette période, la loi a été fixée par le consensus (ijmâ') et une méthodologie de législation a été définie[réf. nécessaire].
À la fin du VIIIe siècle et au IXe siècle, les rationalistes qui ont développé le mutazilisme opposent la raison à la tradition (charia). Ils ont donc considéré que la théologie et les principes moraux pouvaient être questionnés par la raison humaine. Cette position permettait donc de faire sortir de la charia les principes du Bien, du Mal et de la métaphysique théologique. Les musulmans orthodoxes de cette époque s'opposèrent à cette position et s'efforcèrent de renforcer le pouvoir et la volonté de Dieu par opposition aux mutazilites. Cette opposition a conduit l'orthodoxie musulmane à rejeter explicitement la raison humaine selon l'interprétation de Rahman.
Le mouvement acharite, qui émerge au Xe siècle, tente de faire la synthèse de ces deux positions. En conséquence, tous les sujets pratiques qui ont un impact sur la vie réelle (dont la loi et l'éthique), sont sous l'autorité de la charia ; et tous les sujets purement métaphysiques ou théologiques sont sous l'autorité de la raison. La distinction faite va permettre de distinguer la théologie, qui sera dorénavant appelée « principes de la religion » (asl ad Dîn), et les principes moraux et légaux, désormais connus sous le nom de charia.

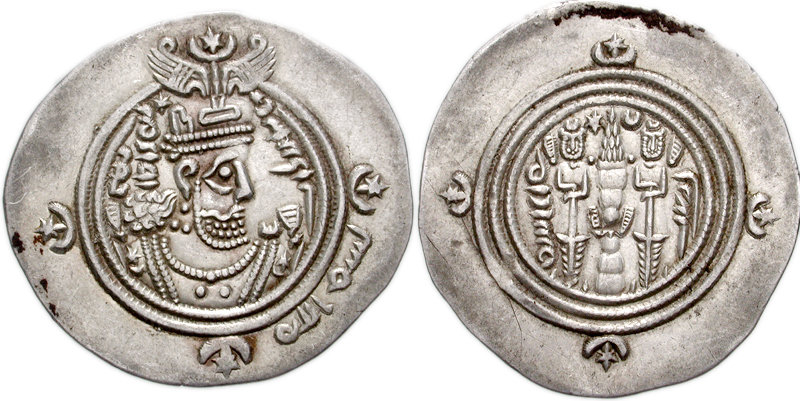
Monnaies islamiques des Califes bien guidés, (656). Buste imitant le souverain sassanide Khosro II. Derrière, se trouvent un croissant, une étoile, Basmala et le feu zoroastrien. Son utilisation par un musulman est considérée comme une apostasie dans le fiqh classique. Les pratiques (indiquant une compréhension laïque) sont complètement exclues par les commentaires et les fatwas apportés par les oulémas plus tard.

C'est à cette époque formative de l'islam qu'apparaissent des divisions sur le sens à donner à la loi islamique. Les courants sunnites majoritaires, qui se sont transformés en écoles juridiques (madhhab) qui déclinent chacune leur propre fiqh, sont le malikisme, le hanafisme, le chaféisme et le hanbalisme. Chez les chiites, ces courants sont le jafarisme et le zaydisme. Il existe aussi d'autres courants religieux minoritaires qui ont chacun leur interprétation de la place et de la nature de la charia au sein de la religion musulmane, sans que les différences soient fondamentales dans le contenu de la loi divine.
Chez les sunnites, l'ijmâ' (consensus) qui a été déclaré final au Xe siècle aurait comme motivation, selon Rahman, la volonté d'assurer la permanence et la stabilité de l'islam alors qu'il était en formation et que la religion à cette époque était en proie à des conflits internes et des attaques extérieures.
À partir du Xe siècle, il existe quatre courants majeurs caractérisant la vie religieuse de l'islam : le rationalisme, le soufisme, le courant théologique et le courant légal. Ces différents courants ne pouvaient être synthétisés et intégrés que par un concept religieux comme la charia. Les différents courants religieux cités plus haut qui existaient à cette époque n'étaient pas les seuls courants existant en islam, puisque les traditionalistes (ahl al-hadith) faisaient aussi partie de ces courants. Le cheikh Ibn Taymiyya écrit au XIIe siècle une rissala sur la compatibilité entre raison et révélation, qui est l'approche de l'ensemble des savants musulmans de son temps, et qui se fonde sur le principe de raisonnement sur les versets maintes fois commentés dans le Coran[réf. nécessaire]. Jusqu'au XIIIe siècle, ils n'avaient pas participé aux différents courants décrits, mais étaient restés en observation.
C'est Ibn Taymiyyah (1263-1328) qui propose la vision des traditionalistes (il est associé au madhhab hanbalite, au sein duquel il a un statut de mujaddid). Sa position cherche à reformuler le concept de charia et à exhorter les valeurs religieuses. Il soutient donc la position que la charia est un concept complet qui inclut la vérité spirituelle des soufis (haqiqa'L'Intégrité islamique ni intégrisme ni intégration'), la vérité rationnelle (aql) des philosophes et des théologiens, et la loi. La charia devient donc, pour les traditionalistes, ce qui rend la loi possible et juste, et qui intègre les aspects spirituels et légaux dans un seul tout religieux. L'influence de Ibn Taymiya est restée restreinte à ses seuls disciples et n'a pas fait émerger de mouvement massif. Sa manifestation la plus visible sera le mouvement wahhabite apparu au XVIIIe siècle en Arabie saoudite.

#### Rationalité et éthique
Éric Chaumont explique qu'il existe deux principes sous-jacents aux principes de la charia — et pourtant métasharaïques — qui sont depuis toujours en compétition dans un débat théologique qui oppose les savants musulmans :[style à revoir]
- la première théorie est fondée sur l'approche rationaliste adoptée par Ghazali, qui soutient que la charia a été instituée par Dieu dans l'intérêt de la création, porteuse d'avantages pour l'homme, avantages que la raison de ce dernier peut - pour certains - appréhender, tandis que d'autres sont inintelligibles et doivent faire l'objet d'une révélation divine. Les intérêts de l'homme (maslaha) sont alors le fondement éthique à la base de la charia. « Il y a ici une adéquation assez étroite entre raison humaine et Loi révélée, et celle-ci s'apparente en dernière analyse à une sorte d'éthique utilitariste (ou le terme éthique doit s'entendre pour la vie présente et la vie de l'au-delà.) » Une forme radicalisée de cette théorie, plus tardive, comptant entre autres Abu Ishaq al-Shatibi comme adhérent et pionnier, soutient le principe de finalité de la charia (al maqâsid al-charia), qui veut que chaque prescription de la charia a bien une finalité précise et objective. Selon cette autre théorie, d'un point de vue éthique et rationnel, rien n'est gratuit. Cette théorie ayant une approche rationnelle et intelligible de la charia est fort prisée par les juristes modernes ;
- la seconde théorie pose la charia comme volonté (al-irâda) divine, normative sans qu'elle soit soumise à des valeurs préexistantes ; cette théorie dénie ainsi radicalement la rationalité des prescriptions charaïques. Ceci est une influence de l'ash'arisme qui décrètera que la raison est incapable de déterminer le bien et le mal. L'influence de cette école, majoritaire dans l'islam sunnite, n'a pratiquement plus de partisans dans sa radicalité initiale. Cette dernière explique en grande partie la lenteur de l'évolution de la charia en fonction des changements contextuels ; mais les savants musulmans - pressés par les critiques dont la charia fait l'objet - cherchent désormais des fondements éthico-rationnels derrière les prescriptions charaïques[29].

Suivant le juriste Yadh Ben Achour, il est inexact de penser que la charia est inerte et immuable. Ce dernier explique qu'elle évolue en fonction des changements de conjonctures diplomatiques et sociologiques, et n'est pas à envisager comme un système contraint à la stagnation, citant de nombreux exemples d'adaptations de la charia. C'est ainsi avec le début de la modernisation de l'islam, au XIXe siècle, que la charia commence à être désinstitutionnalisée et sécularisée, et que commence à être repensé le rôle des oulémas et des cadis dans le processus de construction de sociétés modernes.

### Époque coloniale
Selon Junaid Quadri, la colonisation a conduit à des transformations majeures dans la manière des intellectuels musulmans de comprendre le droit islamique.

### Sociétés musulmanes modernes
Depuis le XIXe siècle, la plupart des États à majorité musulmane ont créé des systèmes judiciaires séculaires et centralisés, en empruntant plus ou moins largement aux sources européennes existantes. Dans quelques cas, l'adoption de nouvelles formes de tribunaux et de codes de lois a provoqué l'opposition des religieux, comme cela a été le cas en Iran après sa révolution constitutionnelle et au Yémen après l'introduction de réformes ottomanes appelées Medjellé en 1891 et 1904. Ces nouveaux systèmes judiciaires sur le modèle européen, avec des tribunaux hiérarchisés et centralisés, n'ont rencontré que peu d'oppositions.
Nathan Brown souligne que le manque d'éléments sur l'application de la charia avant les réformes des systèmes judiciaires ne permet pas de savoir à quel point elle était appliquée dans ces pays auparavant. Il note qu'à cette époque charnière, la charia devenait plus importante dans l'Empire ottoman, et que l'influence du mouvement wahhabite dans la péninsule d'Arabie a probablement causé un regain d'importance des pratiques liées à la charia.
En Égypte, le système judiciaire reste basé sur les principes islamiques, puisqu'il reprend en grande partie le qānun ottoman (code de loi qui avait pour but de codifier la charia). Au cours du XIXe siècle, l'exécution des peines hudud se fait moins fréquente, mais les législateurs ne rejettent pas la base qu'est la loi islamique. Des tribunaux appliquant les principes de la charia existaient d'ailleurs toujours aux côtés des nouveaux. Ce qui sera le cas non seulement en Égypte, mais dans la quasi-totalité du monde musulman.
L'évolution de la place de la charia dans les sociétés musulmanes modernes a mené à une redéfinition des relations entre la charia et l'État au cours du XIXe siècle et du XXe siècle dans les États à majorité musulmane. Cette renégociation ne met pas en danger les institutions de la charia mais vise plutôt à contenir son champ d'action, comme le montre la création de tribunaux d'État aux côtés des tribunaux islamiques, chargés des affaires personnelles.

### Époque contemporaine

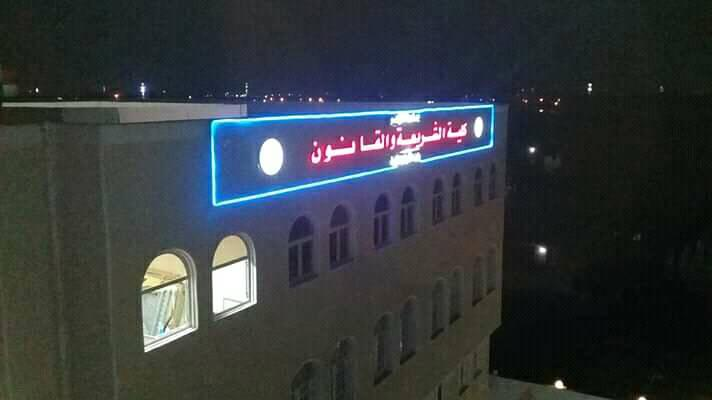
Faculté de la charia, Le Caire (Égypte).

Bien que les institutions et les pratiques liées à la charia aient survécu à l'introduction de systèmes légaux d'origine européenne dans les pays à majorité musulmane, elles y ont tout de même connu un fort déclin. À la suite des modifications des systèmes légaux sont venues celles des institutions et des pratiques associées à la charia, dont le sens s'est restreint pour devenir plus politique. C'est vers la fin du XIXe siècle qu'a commencé à être réformé le système éducatif en vigueur dans les pays musulmans. Les institutions dédiées au savoir islamique ont été transformées en universités avec des cours et des examens. Cette réforme a été beaucoup plus discutée que l'introduction des systèmes légaux « à l'occidentale », et également beaucoup plus lente, puisque les universités et les salles de classe n'ont remplacé les cours de mosquées et de médersas qu'au milieu du XXe siècle.
Dans le même temps, une réforme des tribunaux islamiques a été menée dans les États musulmans, qui avaient besoin d'exercer un contrôle plus grand sur le pouvoir judiciaire. Cette réforme a été menée en prenant plusieurs types de mesures : la bureaucratisation, la codification et la fusion. La bureaucratisation a été menée à bien par l'intégration des tribunaux musulmans dans le système fiscal de l'État, la mise en place de bureaux administratifs, de procédures d'appel claires et d'une hiérarchie des tribunaux. La codification a pris la forme de codes des droits de la personne, largement fondés sur la norme existant dans la charia. La fusion des tribunaux islamiques et des tribunaux civils a été assez rare. Tous les gouvernements coloniaux ont préféré bureaucratiser plutôt qu'abolir les tribunaux islamiques, comme l'a fait la France en Algérie.
Le résultat de ces réformes a été la réduction du sens du mot charia à la loi. Le degré de prévalence de la charia s'évalue par le degré de conformité de la loi en place à la charia. En effet, les partisans de la charia lui donnent un sens strictement légal alors que les partisans de plus de sécularité au sein du monde musulman préfèrent donner un sens plus large au concept de charia.
Au cours des années 1930 apparaissent les premières critiques des systèmes légaux et judiciaires sur le modèle européen : certains penseurs égyptiens ont dit que la loi française était culturellement inappropriée à l'Égypte et que des efforts plus grands devaient être faits pour intégrer des normes basées sur la charia. La critique, au départ modérée, est reprise par un idéologue des Frères musulmans, 'Abd al-Qadir 'Awda, qui déclare que les musulmans doivent non seulement ignorer mais combattre les lois contraires à la charia.
Dans les années 1960 et 1970, les appels à l'application de la charia deviennent le centre des revendications de mouvements islamistes de toutes origines. La charia, qui n'est plus considérée comme un ensemble de pratiques et d'institutions mais comme un ensemble de lois codifiées, est même devenue l'indicateur par lequel on peut juger du caractère islamique d'une société ou d'un système politique.
Aujourd'hui, une doctrine quasi-constitutionnelle vis-à-vis de la charia a émergé, à la fois parmi les juristes et parmi les islamistes. En effet, les juristes ont commencé à avoir une approche plus positive de la charia à partir des années 1930, en faisant remarquer que les codes de lois des pays musulmans devaient se fonder sur des sources indigènes plutôt que sur des sources de lois européennes. De leur côté, les islamistes, confortés par le changement de sens du terme charia et sa plus grande codification, ont insisté sur le fait que la charia devait avoir une forme codifiée, et ils positionnent celle-ci comme étant supérieure à tous les autres codes de lois (constitution, législation normale et règlements administratifs). L'exemple d'une constitution basée sur la charia est d'ailleurs celui de l'Iran depuis la révolution de 1979.
La nouvelle signification de la charia en tant que code de lois est donc devenue beaucoup plus difficile à circonscrire, et les gouvernements de nombreux pays musulmans (comme l'Égypte) se sont engagés à vérifier leur codes légaux afin de s'assurer qu'ils sont en conformité avec la charia. La redéfinition de la charia a permis de donner un pouvoir politique plus grand à celle-ci, mais, en revanche, le pouvoir de la loi islamique est en même temps restreint à des sujets plus spécifiques. L'islamologue Nathan Brown dit que si la charia était mise en place complètement dans certaines sociétés, cela nécessiterait des changements très importants dans la loi commerciale et les codes pénaux. À l'heure actuelle, la mise en place de la charia n'est pas complète, mais elle est fortement présente dans la vie politique des pays musulmans.

## Jurisprudence traditionnelle
Pour les problèmes de proximité, les jugements sont rendus par les cadis (qâdi). Ils ne sont toutefois pas source de droit : pas d'effet de jurisprudence.
La loi est structurée en deux parties :
- Al 'Ibadat qui concerne le culte (particulièrement les cinq piliers de l'islam) et contient les règles relatives
  - à l'attestation de l'unicité d'Allah (Dieu)
  - à la prière (Salat)
  - à l'aumône et à la charité (zakât)
  - au jeûne (ṣawm et Ramadan)
  - au pèlerinage à la Mecque (hajj) si c'est possible.
- Al Mu'amalat qui concerne les interactions humaines. Cette partie contient les règles relatives
  - aux transactions financières
  - aux dotations
  - aux règles d'héritage
  - au mariage, au divorce et à la garde des enfants
  - à la nourriture et à la boisson (dont la chasse et les règles d'abattage rituel des animaux)
  - à la guerre et à la paix
  - aux infractions pénales
  - aux affaires judiciaires (dont les témoignages et les preuves).

La charia classe les actions humaines en cinq catégories. Ces catégories correspondent à cinq valeurs morales appelées al-akhām al-khamsa :
1. ce qui est prescrit, désigné sous le terme de fard (aussi dénommé obligatoire — wajib, muhattam— ou requis — lazim)
2. ce qui est recommandé, désigné sous le terme de mandub (aussi dénommé préférable — mustahabb — méritoire — fadila— ou désirable — marghub fih)
3. ce qui est indifférent (mubâh)
4. ce qui est blâmable désigné par le terme makrûh
5. ce qui est interdit désigné par le terme haram

La distinction qui est faite entre les cinq catégories se fait sur leur exécution ou leur non exécution, qui est soit récompensée ou non récompensée, punie ou non punie. Le tableau ci-dessous détaille les différentes catégories et leur statut par rapport à la charia.
|               | Prescrit    | Recommandé  | Indifférent     | Blâmable    | Interdit    |
| ------------- | ----------- | ----------- | --------------- | ----------- | ----------- |
| Exécution     | récompensée | récompensée | non récompensée | non punie   | punie       |
| Non exécution | punie       | non punie   | non punie       | récompensée | récompensée |

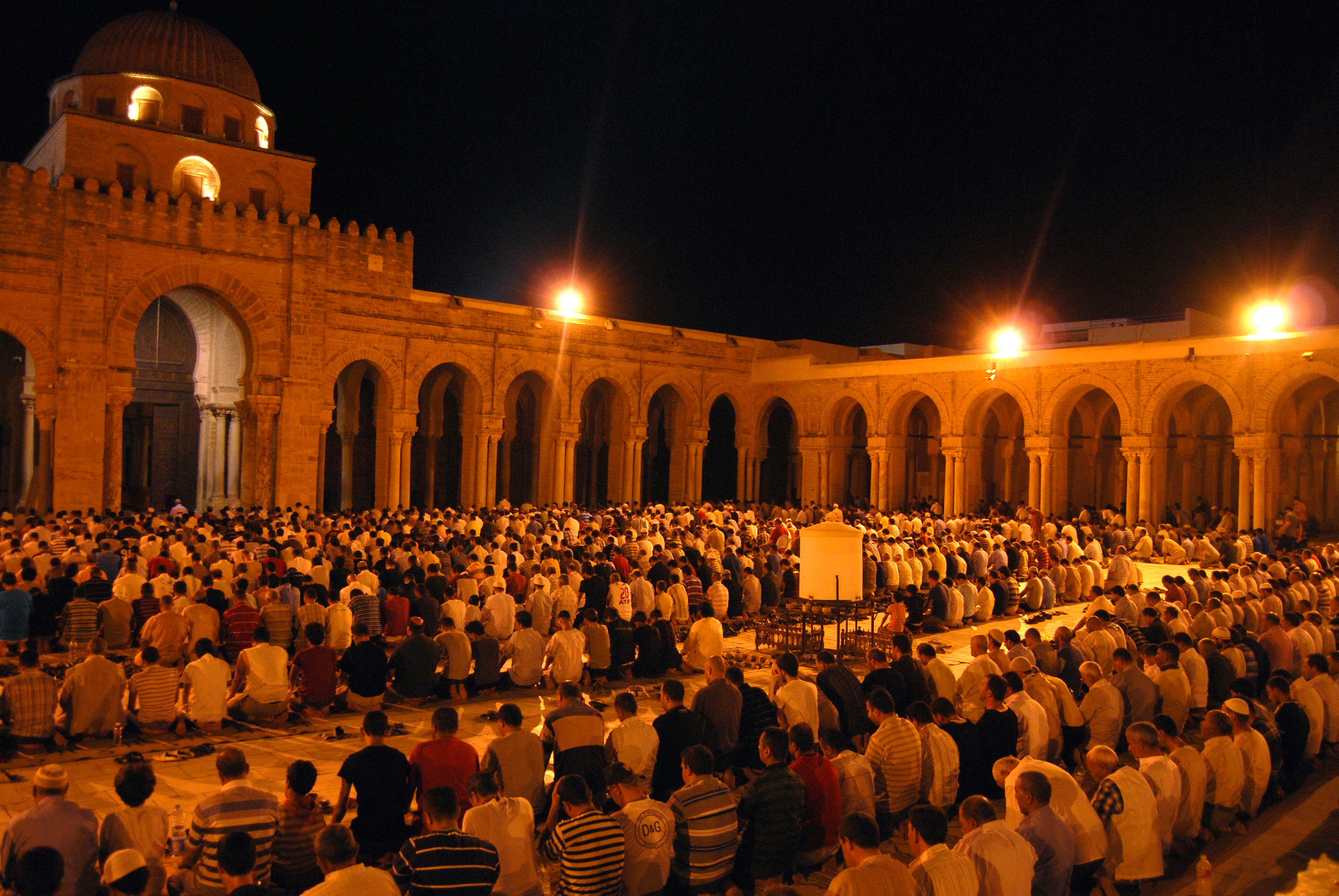
Fidèles musulmans en prière dans la cour de la grande mosquée de Kairouan (Tunisie), la plus ancienne mosquée d'Afrique du Nord. La prière est l'une des obligations (fard) prévues par la charia.

Les actions prescrites se divisent elles-mêmes en obligations personnelles —fard al-'ayn— qui sont requises de la part de chaque musulman (prière et aumône par exemple), et les obligations communautaires —fard al-kifaya — qui, si elles sont faites par certains musulmans, ne sont pas requises des autres (les prières funéraires par exemple).
La charia permet de produire deux formulations : la connaissance de la loi (al hukm) et la fatwa.

### Hukm
Le Hukm (arabe : حُكْمُ pl. Ahkam) est une règle ou une ordonnance qui découle de la charia. Le terme désigne aussi un jugement rendu par un cadi (qâdi), qui est l'autorité vers laquelle les musulmans se tournent pour qu'un jugement conforme à la charia soit rendu. Ebrahim Moosa rappelle que hukm vient de la racine arabe hkm, qui signifie « retenir », « avertir » et que le terme hukm s'applique aussi aux découvertes d'un théoricien légal islamique quand il cherche à définir quelle est la valeur morale d'un acte parmi les cinq valeurs morales (al-akhām al-khamsa) existant dans la charia.
Le Hukm est caractérisé comme un jugement légal venant en complément des conditions mises en place par un madhhab et la doctrine associée.
Quand un juriste produit une règle pour un acte ou une situation particulière, le terme hukm est utilisé, plus particulièrement sous la forme de hukm Allāh (« règle de Dieu »). Le terme hukm est en fait employé pour décrire deux dimensions : le jugement métaphysique et le jugement empirique. Le hukm est une norme transcendantale dont le hukm empirique, donné par le juriste, est la manifestation temporelle. Moosa souligne également que le procédé de découverte de la charia et de la loi islamique est la conséquence d'une interaction complexe entre l'homme et le divin.

### Fatwa

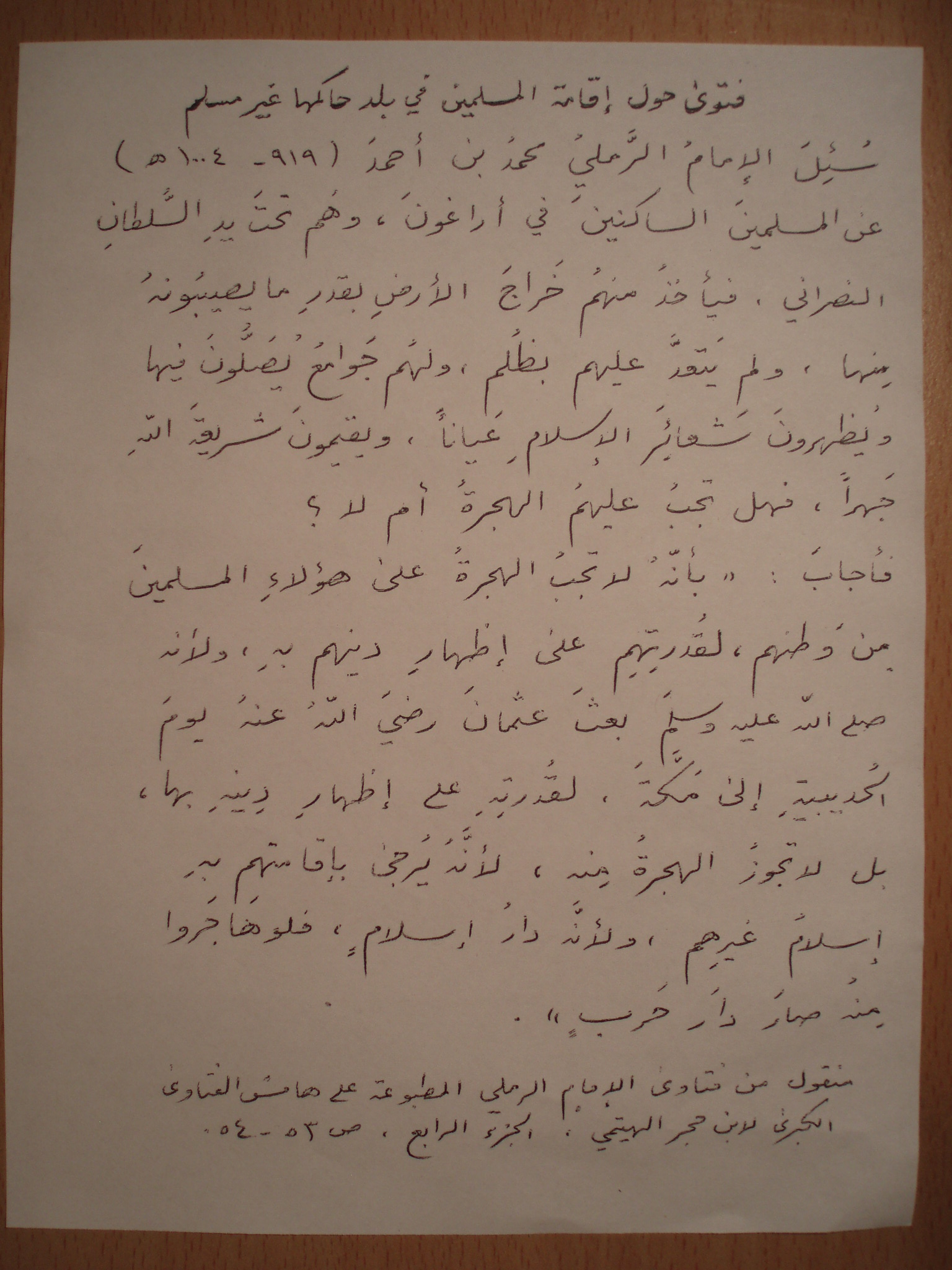
Fatwa sur la présence d'un musulman dans un pays tolérant non musulman, 2008.

La fatwa est un avis juridique donné par un spécialiste de loi religieuse sur une question particulière. En règle générale, une fatwa est émise à la demande d'un individu ou d'un juge pour régler un problème où la jurisprudence islamique (fiqh) n'est pas claire. Un spécialiste pouvant donner des fatwas est appelé un mufti. Différents muftis peuvent émettre des fatwas contradictoires. La fatwa est limitée à une période et un espace géographique, ou plutôt, un espace reconnaissant l'une des écoles d'interprétation. Ensuite, la fatwa pourra être confirmée, révisée, annulée, voire totalement ignorée par d'autres écoles d'interprétation[réf. nécessaire].
Les fatwas étant produites par des muftis, celles-ci sont subjectives et dépendent de l'identité de la personne qui les émet. Elles sont parfois violentes, comme dans le cas de la fatwa rédigée à l'encontre de l'écrivain indien Salman Rushdie qui, après la publication de son ouvrage Les Versets sataniques en 1988, a été menacé de mort par l'ayatollah Khomeini. Les fatwas peuvent donc, dans certains cas, représenter une atteinte à la liberté d'expression et aux droits de l'homme.

### Droit pénal
La charia distingue plusieurs catégories d'infractions et de peines associées :
- Hadd (pl. Hudud) qui sont des « peines fixes ».
- Tazir, pour des infractions moins graves.
- Qissas, la Diya, qui est le « prix du sang » ou la « loi du talion ».

### Procédure
Certains types d'infractions mettant en cause les intérêts des particuliers ne peuvent être poursuivis que sur plainte de la victime ou de ses héritiers (fausse imputation, talion, vol)[réf. nécessaire]. En revanche, pour les infractions à la loi divine (les houdoud sauf le vol, la fausse imputation, l'apostasie et l'hérésie), la seule présentation spontanée de témoins ou l'aveu de l'auteur peuvent donner lieu à la mainmise du juge. Comme cette action ne donnait pas lieu à une réparation en faveur de la victime, elle a été qualifiée d'« action désintéressée » (ﺩﻋـﻮى ﺍﻟﺤـﺴـبة hisba)[réf. nécessaire].
En droit musulman, le procès se déroule en public, et le juge est assis en face de l'entrée, de manière visible pour les deux parties. Le juge a également la possibilité de revenir sur sa décision et de la réviser, soit spontanément, soit à la demande d'une des deux parties[réf. nécessaire].

### Preuves
La preuve par témoins joue un rôle prépondérant dans la charia. En effet, l'introduction de la loi islamique a eu lieu à une époque et dans une région où l'écriture était peu répandue, et dans une culture s'appuyant sur une forte tradition orale. Dans ce contexte, le texte coranique ou les hadiths fixent souvent le nombre de témoins requis ou les autres moyens de preuve. Les relations hors mariage doivent par exemple être prouvées par le témoignage de quatre hommes, le meurtre, le vol ou les lésions corporelles par l'aveu ou le témoignage de deux hommes. Les infractions relevant de la catégorie des Taʿzīr peuvent être prouvées par tout moyen entraînant la conviction du juge, sous réserve de sa validité.
Jacques El Hakim précise que la présomption d'innocence joue en faveur de l'inculpé, et que c'est donc au demandeur qu'incombe la charge de la preuve[réf. nécessaire]. La charia insiste sur la nécessité que la preuve soit irréfutable, ce qui réduisait les possibilités de poursuite. L'inculpé a, par la suite, la possibilité de présenter la preuve contraire ou de prêter serment sur son innocence[réf. nécessaire].
Les chaféites, les hanbalites et les malékites (soit la majorité des courants musulmans) déclarent ainsi que la consommation de vin (ou plus généralement de boissons alcoolisées) ne peut être poursuivie si elle n'est pas dénoncée par l'odeur.
Le Coran élabore un système de contre-témoignage,. De même, lorsque deux personnes fiables témoignent contre un témoin devant le juge lors d'un jugement, la condamnation ne peut avoir lieu Ceux-ci peuvent témoigner contre un ou plusieurs autres témoins affirmant une chose erronée ou mensongère devant le juge lors d'un jugement. Ce contre-témoignage peut donc concerner la fiabilité des témoins eux-mêmes autant que la crédibilité du crime. Étant donné qu'il faut le nombre minimal qui est de deux ou quatre témoins en fonction du crime commis pour l'application de la peine, si le nombre après contre-témoignage n'est plus atteint la condamnation n'a plus lieu.

#### Repentir, grâce et prescription
Le repentir de l'auteur ne permet d'éviter l'application d'aucune des peines prévues pour les différentes catégories d'infraction. Les particuliers visés par une atteinte à leurs droits (notamment en matière de talion) peuvent se désister. L'amnistie n'est pas prévue par la charia. La grâce est en principe exclue pour les houdoud, sauf pour le vol et la fausse imputation qui mettent en cause les droits des particuliers (seuls les particuliers peuvent déclencher une poursuite). Pour les autres catégories d'infraction, la grâce est à la discrétion du juge[réf. nécessaire].
Les chaféites, les hanbalites et les malékites (soit la majorité des courants musulmans) déclarent imprescriptibles les infractions et peines relevant des houdoud ou du qissas (talion)[réf. nécessaire].

#### Enseignement
L'enseignement de la charia est généralement fait à travers les enseignements religieux donnés dans les médersas. Toutefois, la plupart des pays islamiques incluent l'enseignement de la charia dans les enseignements religieux dispensés dans les écoles publiques[réf. nécessaire].
Pour le politologue Timothy Mitchell, la charia est plus une série de commentaires sur des pratiques, et de commentaires sur ces commentaires ; l'enseignement de la charia était intégré dans un enseignement plus large, mettant en œuvre des techniques et des moyens spécifiques au savoir islamique. Il décrit le processus d'apprentissage comme suit : l'étudiant commence par étudier le Coran, puis les Hadîths, puis les commentaires majeurs du Coran et des hadith. Il entame ensuite l'étude des sujets liés aux hadiths, comme les biographies des rapporteurs. Ensuite seulement étaient étudiés les principes de la théologie (usūl al-din), puis les principes de l'interprétation légale (usūl al-fiqh), et ensuite les différences d'interprétation entre les différentes écoles (madhhab). Le contenu et l'organisation de l'enseignement de la charia sont inséparables de la relation entre les textes et les commentaires constituant la charia. Mitchell et d'autres universitaires considèrent que le contenu même de la charia et son enseignement ne peuvent pas être dissociés.

## Par pays

La charia dans le monde
Pays membre de l'Organisation de la coopération islamique où la charia ne joue pas un rôle dans le système judiciaire.
Pays où la charia s'applique aux questions de statut personnel (mariage, divorce, héritage et autorité parentale).
Pays où la charia s'applique intégralement, aussi bien aux questions de statut personnel qu'aux procédures pénales.
Pays avec des variations régionales dans l'application de la charia.

Pour la majorité des juristes, la charia ne peut être appliquée que dans les pays d'islam (Dar al-Islam).
Le droit pénal qui en découle est applicable à tous les auteurs d'infraction quelle que soit leur religion. Seule l'école hanafite restreint son application aux musulmans et aux gens du Livre ou aux dhimmis, mais pas aux étrangers de passage. Ces derniers ne peuvent être condamnés pour certaines infractions contre les particuliers ou contre le droit divin.
Les pays dont la législation s'inspire plus ou moins fortement de la charia sont les suivants : l'Arabie saoudite, le Koweït, le Bahreïn, les Émirats arabes unis, le Qatar, Oman, le Yémen, l'Iran, le Pakistan, l'Afghanistan, la Libye, la Malaisie, Brunei et l'Indonésie. De plus, la charia a été introduite dans la législation de certains pays au cours du XXe siècle : le Soudan, l'Égypte (en tant que « source du droit »), quelques États du nord du Nigeria et la Somalie.
Le mariage civil n'existant pas en Israël, les musulmans de ce pays sont soumis au droit musulman en ce qui concerne le statut personnel.

### Nigeria
- la charia ne joue aucun rôle dans le système judiciaire
- la charia s'applique au statut personnel seulement
- la charia s'applique à plein, y compris au pénal

### Royaume-Uni

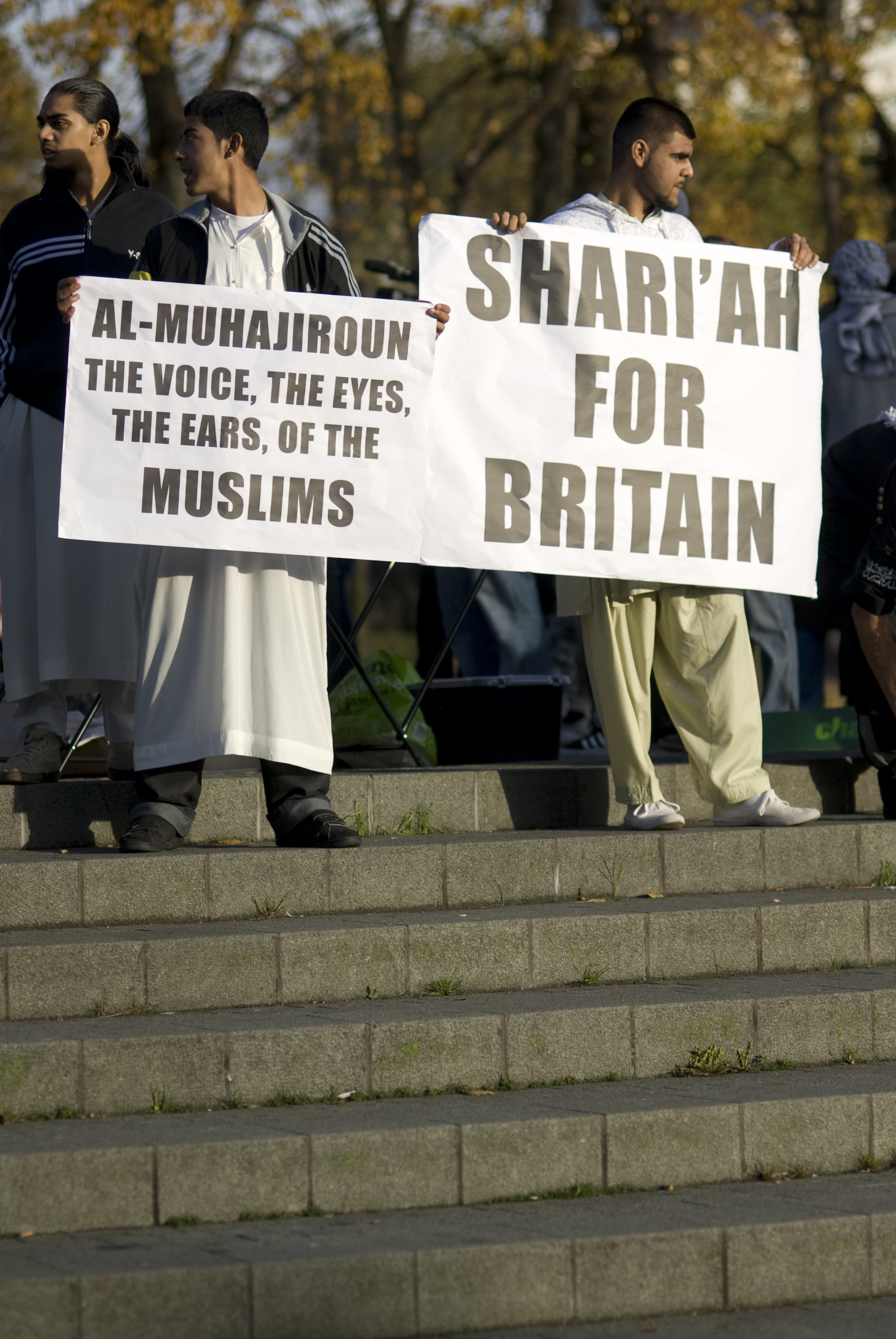
Manifestation pour la charia au Royaume-Uni, en 2009.

Au Royaume-Uni, des tribunaux islamiques (sharia councils) jouent un rôle de médiation lors de conflits familiaux,.

### Grèce
En Grèce, l'instauration en 1914 de la charia en Thrace (loi du 5 janvier 1914 portant sur « la législation applicable dans les territoires cédés et leur organisation judiciaire »), initialement pour ses principes religieux et en direction des seuls musulmans de la région, s'est commuée en une application du droit islamique pour tous les Grecs musulmans y compris dans leurs rapports avec des étrangers et des non-musulmans : initialement limitées aux mariages et divorces, les compétences juridictionnelles du mufti ont été élargies par la loi 1920/1991 (art. 5, § 2) aux objets suivants : « les pensions alimentaires, les tutelles, les curatelles, les émancipations des mineurs, les testaments islamiques, les successions ab intestat » ; elles ont également débordé le cadre géographique de la Thrace occidentale,,. Le Conseil de l'Europe reproche régulièrement au gouvernement un traitement de la communauté musulmane peu compatible avec les normes des droits de l'homme européennes et internationales, et l'invite à contrôler les décisions élaborées par les muftis,,,.
En effet, en 2010, l'Assemblée parlementaire du Conseil de l'Europe (APCE) condamne l'application officielle de la charia pour la population musulmane dans cette région grecque et en 2019, elle récidive avec des débats suivis d'un vote sur un projet de résolution rappelant l'incompatibilité de la charia avec la Convention européenne des droits de l'homme et à la condamnation des dérives des bureaux de tribunaux islamiques en Europe.

### France

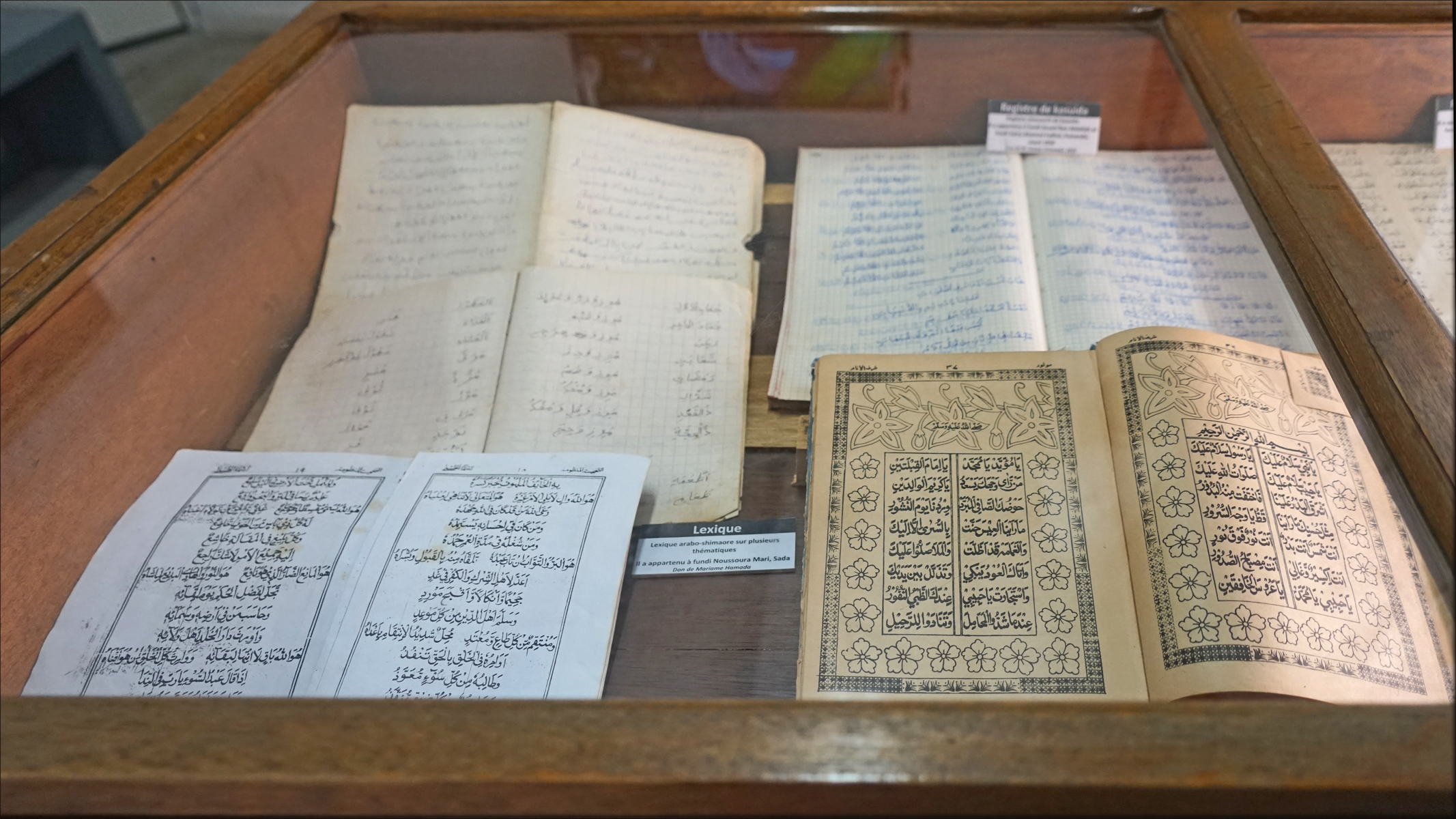
Documents en arabe et en shimaore de l'école coranique au musée de Mayotte.

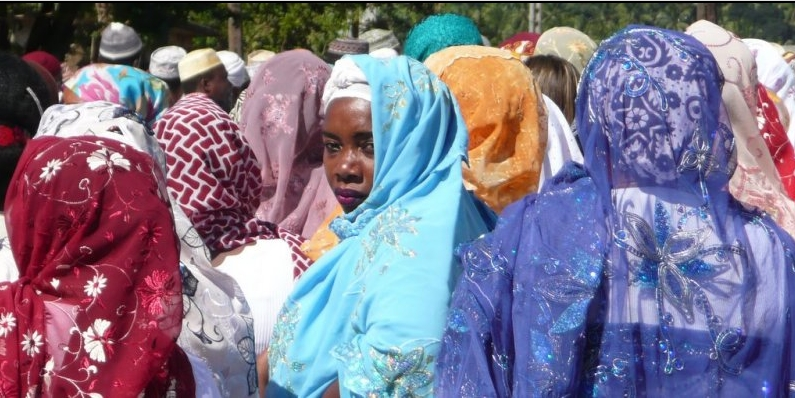
Dans une rue de Mayotte, en 2008.

À Mayotte, où la population est à 95 % de confession musulmane, la laïcité était fondée sur un principe similaire à celui du concordat en Alsace-Moselle, avec des éléments de droit musulman intégrés au droit romano-civiliste. Néanmoins, avec la départementalisation de Mayotte, le droit commun est devenu la seule référence légale, et le Cadi ne dispose plus d'un pouvoir judiciaire mais seulement de médiation, notamment en matière familiale. Jusqu'à la mise en œuvre de la loi 2001-616 du 11 juillet 2001, « les Mahorais musulmans (c’est-à-dire les Français considérés comme originaires de Mayotte) étaient automatiquement soumis à un statut personnel dérogatoire dont la composante essentielle était le droit coranique. Ce droit permettait de régler les questions d’état-civil, de mariage, garde d’enfant, entretien de la famille, filiation, répudiation et succession. Pour des raisons de trouble à l’ordre public, les dispositions d’ordre pénal n’étaient pas appliquées (comme la lapidation de la femme adultère). Les autres résidents de Mayotte (les métropolitains ou les étrangers, même musulmans) relevaient du droit commun ».
D'après un rapport sénatorial de 2008, « le statut personnel en vigueur à Mayotte est un droit coutumier qui se réfère au Minhadj Al Talibin (Livre des croyants zélés), recueil d'aphorismes et de préceptes fondés sur la charia, écrit au XIIIe siècle par Al-Nawawi juriste damascène de rite chaféite, et emprunte des éléments aux coutumes africaines et malgache ».
Des réformes ont tenté de supprimer la juridiction des cadis mahorais.

## Problèmes soulevés
Selon Moshen Ismaïl, parler d'« application de la charia » reviendrait parfois à réduire la charia à sa seule dimension pénale.
Pour certains penseurs, comme Asaf Fyzee, la charia, qui est la doctrine spirituelle du Coran, « doit être révisée et interprétée à la lumière de la philosophie et de la logique modernes ». La charia, qui est la loi sacrée de l'islam, doit être séparée de ses préceptes juridiques et politiques, afin de ne pas confondre les valeurs morales et les valeurs juridiques de la religion.

### Caducité
Des personnes considèrent que certaines dispositions de la charia sont caduques du fait de l'évolution de la société ; il deviendrait donc inutile de les préserver. Tel est le cas des questions concernant l'esclavage. Dans la république islamique de Mauritanie, il y a un consensus de la part des oulémas sur l'abolition de l'esclavage conformément aux principes de la charia.
Selon Leïla Babès, des pratiques culturelles, c'est-à-dire contingentes, ont été incorporées plus ou moins consciemment dans le droit musulman aboutissant à une dégradation du message éthique de la révélation en religion du droit positif. Celui-ci tend à se dogmatiser et à revendiquer abusivement un statut d'orthodoxie alors que l'essentiel de la charia vise à une orthopraxie[réf. nécessaire]. Dans son livre, Loi d'Allah, Loi des hommes, elle considère que le point d'arrivée est un système coercitif omettant le principe juridique fondamental en islam que « tout ce qui n’est pas expressément défendu est permis »,.
Selon la plupart des autres penseurs contemporains du monde musulman, ce n'est pas de la charia que provient ce décalage avec la modernité, mais plutôt du fait que la jurisprudence islamique n'a plus évolué depuis plusieurs siècles. Plusieurs passages du Coran commandent de tenir compte des mœurs.

#### Châtiments corporels

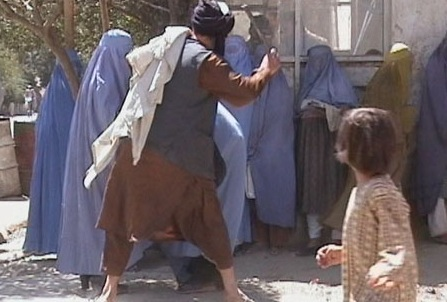
Images enregistrées secrètement par l'Union des femmes révolutionnaires d'Afghanistan : une femme est punie en public avec un bâton par la police religieuse, chargée d'enjoindre le bien et d'interdire le mal, pour avoir révélé son visage, le 26 août 2001.

Jacques el-Hakim[Qui ?] souligne que les peines corporelles en vigueur dans la loi islamique ne correspondent plus depuis longtemps aux critères d'amendement du délinquant qui fondent les politiques pénales en vigueur aujourd'hui. Cela explique que certaines peines soient tombées en désuétude dans certains pays depuis plusieurs siècles déjà.
Les modalités du droit en islam ne sont pas inaliénables. Ainsi, le mode d'établissement des preuves des crimes est par principe ouvert à toute nouvelle méthode, qui peut être utilisée lors de jugements devant le cadi. De même, les condamnations par Taʿzīr peuvent devenir des peines autres que des châtiments corporels, car le cadi est en droit d'élaborer une peine selon ce qu'il juge sage. Il n'existe tout bonnement pas de canon au sujet du Taʿzīr. Ainsi, Tariq Ramadan propose un moratoire concernant les châtiments corporels depuis 2003 en se fondant sur cette approche théorique.

#### Peine de mort
La décapitation était la méthode normale d'exécution de la peine de mort en vertu de la loi islamique classique,. C'était aussi, avec la pendaison, l'une des méthodes d'exécution ordinaires dans l'Empire ottoman.
Actuellement, l'Arabie saoudite est le seul pays au monde qui utilise la décapitation dans son système juridique islamique. La majorité des exécutions effectuées par le gouvernement wahhabite d'Arabie saoudite sont des décapitations publiques, qui provoquent généralement des rassemblements de masse mais ne peuvent pas être photographiées ou filmées.
Selon Amnesty, la décapitation a été employée par les autorités de l'État en Iran pour la dernière fois en 2001,,, mais depuis 2014, elle n'est plus utilisée. C'est également une forme légale d'exécution au Qatar et au Yémen, mais la peine de mort a été suspendue dans ces pays,. À l’exception du Bahreïn qui lui n’a pas suspendu l’application de la peine de mort sauf que contrairement à l’Arabie Saoudite l’injection létale ou pendaison sont privilégiées à la décapitation .

### Droits de l'homme et charia
Alors qu'au VIIe siècle la charia présentait un corpus significatif de principes conformes aux droits de l'homme — respect de la vie, dignité de l'homme, tolérance, rejet de la contrainte en matière d'adhésion religieuse, avancées démocratiques en matière d'élection et de consultation —[citation nécessaire], ces principes se sont dilués avec la projection fusionnée des règles religieuses, juridiques et politiques de la charia dans le fiqh, et l'application d'une orthodoxie clamant « l'absence d'une lex aeterna et la stérilité de la raison humaine au regard de la toute puissance de Dieu ».
Les abondants travaux sur les rapports entre charia (prise comme application de sa composante juridique, fiqh inclus) et droits de l'homme concluent en général à l'incompatibilité entre les deux. La Cour européenne des droits de l'homme (CEDH), dans un arrêt du 31 juillet 2001 (Refah Partisi c. Turquie), fait observer l'incompatibilité du régime démocratique avec les règles de la charia et notamment la place qu'elle réserve aux femmes,.

« À l’instar de la Cour constitutionnelle, la Cour reconnaît que la charia, reflétant fidèlement les dogmes et les règles divines édictées par la religion, présente un caractère stable et invariable. Lui sont étrangers des principes tels que le pluralisme dans la participation politique ou l’évolution incessante des libertés publiques. La Cour relève que, lues conjointement, les déclarations en question qui contiennent des références explicites à l’instauration de la charia sont difficilement compatibles avec les principes fondamentaux de la démocratie, tels qu’ils résultent de la Convention, comprise comme un tout. Il est difficile à la fois de se déclarer respectueux de la démocratie et des droits de l’homme, et de soutenir un régime fondé sur la charia, qui se démarque nettement des valeurs de la Convention, notamment eu égard à ses règles de droit pénal et de procédure pénale, à la place qu’il réserve aux femmes dans l’ordre juridique, et à son intervention dans tous les domaines de la vie privée et publique conformément aux normes religieuses. »

Il est à remarquer que trois États membres du Conseil de l'Europe (l'Albanie, l'Azerbaïdjan et la Turquie) sont signataires de la Déclaration du Caire des droits de l'homme en islam de 1990, rédigée par l'Organisation de la coopération islamique (OCI). Ce texte, qui est une formulation juridique de la charia, déclare que l'« islam est la religion naturelle de l’homme » (art. 10) et énonce des droits et libertés « subordonnés aux dispositions de la Loi islamique » (art. 24), laquelle est « la seule source de référence pour interpréter ou clarifier tout article de cette Déclaration » (art. 25). Un rapport complet de la Commission des questions juridiques et des droits de l'homme a d'ailleurs été rédigé sous le titre Compatibilité de la charia avec la Convention européenne des droits de l'homme : des États Parties à la Convention peuvent-ils être signataires de la "Déclaration du Caire" ?.

#### Adhésion
Quelques pays appliquant la charia ont refusé de ratifier le pacte international relatif aux droits civils et politiques ou ne l'ont signé qu'avec des réserves,,,, notamment concernant les articles 18 prévoyant la liberté de changer de religion et 23 posant le principe de l'égalité entre époux,. Toutefois, même les États arabo-musulmans ayant adhéré à la Charte des droits de l'homme et au pacte international sans réserves, privant ceux-ci de leur substance, éprouvent des difficultés à retranscrire ces principes dans leur système juridique, en raison de la prégnance plus ou moins grande de la charia dans leurs sources de droit,. Pour les mêmes raisons, très peu d'entre eux ont adhéré à la Convention sur l'élimination de toutes les formes de discrimination à l'égard des femmes,.

#### Droits LGBT+
Certains pays islamiques, comme l'Afghanistan ou le Pakistan, pénalisent les personnes lesbiennes, gays, bisexuelles ou transgenres par de la prison, de la torture, la peine de mort ou des travaux forcés. Cependant, la Turquie est l’un des très rares pays à majorité musulmane où l’homosexualité n’est pas illégale.